# Tel Aviv Pioneers 2014-2015
Questa voce raccoglie le informazioni riguardanti i Tel Aviv Pioneers nelle competizioni ufficiali della stagione 2014-2015.

## Israel Football League 2014-2015

### Stagione regolare
| 14 novembre 2014 | Tel Aviv Pioneers | 6 – 50 (0-14 6-22 0-6 0-8) | Judean Rebels | (68 spett.) |

| 21 novembre 2014 | Tel Aviv Pioneers | 36 – 8 (20-0 8-8 8-0 0-0) | Rehovot Silverbacks | (78 spett.) |

| 4 dicembre 2014 | Jerusalem Kings | 12 – 74 (0-26 6-18 6-30 0-0) | Tel Aviv Pioneers | (47 spett.) |

| 20 dicembre 2014 | Beersheva Black Swarm | 0 – 44 (0-12 0-10 0-14 0-8) | Tel Aviv Pioneers | (30 spett.) |

| 26 dicembre 2015 | Tel Aviv Pioneers | 20 – 0 (6-0 8-0 0-0 6-0) | Jerusalem Lions | (48 spett.) |

| 9 gennaio 2015 | Haifa Underdogs | 6 – 14 (d.t.s.) (0-0 6-0 0-0 0-6 0-8) | Tel Aviv Pioneers | (12 spett.) |

| 23 gennaio 2015 | Tel Aviv Pioneers | 48 – 20 (0-6 14-0 12-0 22-14) | Petah Tikva Troopers | (33 spett.) |

| 6 febbraio 2015 | Tel Aviv Pioneers | 28 – 21 (0-3 8-15 12-0 8-3) | Haifa Underdogs | (43 spett.) |

| 19 febbraio 2015 | Petah Tikva Troopers | - – - | Tel Aviv Pioneers |  |

| 28 febbraio 2015 | Rehovot Silverbacks | 12 – 20 (6-6 6-6 0-0 0-8) | Tel Aviv Pioneers |  |

### Playoff
| 20 marzo 2015 | Tel Aviv Pioneers | 26 – 20 (12-0 8-20 0-0 6-0) | Haifa Underdogs | (85 spett.) |

| 26 marzo 2015 | Judean Rebels | 20 – 10 (6-8 6-0 0-2 8-0) | Tel Aviv Pioneers | (722 spett.) |

### Statistiche di squadra
| Competizione | %Vittorie | In casa | In casa | In casa | In casa | In casa | In casa | In trasferta | In trasferta | In trasferta | In trasferta | In trasferta | In trasferta | Totale | Totale | Totale | Totale | Totale | Totale |
| Competizione | %Vittorie | G       | V       | N       | P       | Pf      | Ps      | G            | V            | N            | P            | Pf           | Ps           | G      | V      | N      | P      | Pf     | Ps     |
| ------------ | --------- | ------- | ------- | ------- | ------- | ------- | ------- | ------------ | ------------ | ------------ | ------------ | ------------ | ------------ | ------ | ------ | ------ | ------ | ------ | ------ |
| Campionato   | .889      | 5       | 4       | 0       | 1       | 138     | 99      | 4            | 4            | 0            | 0            | 152          | 30           | 9      | 8      | 0      | 1      | 290    | 129    |
| Playoff      | .500      | 1       | 1       | 0       | 0       | 26      | 20      | 1            | 0            | 0            | 1            | 10           | 20           | 2      | 1      | 0      | 1      | 36     | 40     |
| Totale       | .818      | 6       | 5       | 0       | 1       | 164     | 119     | 5            | 4            | 0            | 1            | 162          | 50           | 11     | 9      | 0      | 2      | 326    | 169    |